# علی‌اکسپرس
علی‌اکسپرس (به انگلیسی: AliExpress) یک سرویس خرده‌فروشی مستقر در چین است که متعلق به گروه علی‌بابا بوده و در سال ۲۰۱۰ راه‌اندازی شده‌است. این وبسایت از مشاغل کوچک در چین و سایر نقاط مانند سنگاپور تشکیل شده که محصولات را به خریداران آنلاین بین‌الملل ارائه می‌دهند. این وبسایت پربازدبدترین وبسایت خرید آنلاین در روسیه و دهمین وبسایت محبوب در برزیل است. علی‌اکسپرس مانند ای‌بی پلتفرمی است که در آن فروشنده به‌طور مستقل اجناسش را به فروش می‌رساند.
علی‌اکسپرس فعالیتش را به عنوان یک درگاه بنگاه به بنگاه (b2b) شروع کرد و بعدها خدمات بنگاه به مشتری، مشتری به مشتری، رایانش ابری و همچنین درگاه پرداخت خود را اضافه کرد. در حال حاضر علی‌اکسپرس به زبان‌های انگلیسی، اسپانیایی، هلندی، فرانسوی، ایتالیایی، آلمانی، لهستانی، ترکی، پرتغالی، اندونزیایی و روسی اجرا می‌شود. خارج از مرزهای چین این وبسایت به صورت پیش فرض به زبان انگلیسی اجرا می‌شود. علی‌بابا اغلب توسط شرکت‌های تجارت الکترونیک استفاده می‌شود که از سیستم بازرگانی «دراپ شیپینگ» استفاده می‌کنند.
فروشندگان علی‌اکسپرس افراد حقوقی و حقیقی هستند. نفاوت علی‌اکسپرس و ای‌بی در این است که علی‌اکسپرس پلتفرمی برای فروش محصولات فروشندگان است و خود فروشی ندارد. تفاوت دیگرش با تاوباو (یکی دیگر از شرکت‌های تابعه علی‌بابا) این است که بازار هدف علی‌اکسپرس در درجه اول بازار بین‌الملل است.
اگرچه اکثر خرده‌فروش‌ها در علی‌اکسپرس چینی هستند، اما مشتریان اصلی این شرکت را خارجی‌ها تشکیل می‌دهند. این وبسایت یک برنامه بازاریابی ارائه می‌دهد که در آن، شرکا با ارسال بازدیدکننده به سایت، با کمیسیون فروش پاداش می‌گیرند.
در نوامبر ۲۰۲۰ دولت هند تحت نظر وزارت فناوری و اطلاعات این کشور، استفاده از علی‌اکسپرس و ۴۲ برنامه چینی دیگر را ممنوع اعلام کرد.